# Concert per a piano núm. 15 (Mozart)
El Concert per a piano núm. 15 en si bemoll major, K. 450, és una composició de Wolfgang Amadeus Mozart. Mozart el va compondre per ser interpretat en una sèrie d'actuacions a Viena –en el Trattnerhof i en el Burgtheater– a inicis de l'any 1784, on ell mateix tocà la part solista el març de 1784. En una carta al seu pare, Mozart compara aquest concert amb el Concert núm. 16 en re major:
"Considero que tots dos són concerts fan suar a un [perquè són molt difícils], però el concert en si bemoll major supera fins i tot el de re major en dificultat."
En efecte, molts pianistes consideren que dels concerts per a piano de Mozart es tracta del més difícil. La dificultat del concert rau sobretot en el seu disseny, amb escales molt ràpides que han de ser tocades amb molta precisió i també en uns acords molt densos ascendents i descendents. A partir d'aquest concert, Mozart va començar a usar el terme "grand" per descriure concerts com aquest que presenten una prominent i necessària secció de vent en el conjunt.

## Estructura
L'obra està instrumentada per a piano sol, dos oboès, dos fagots, dues trompes, i corda. Consta de tres moviments:
1. Allegro
2. Andante, en mi bemoll major.
3. Allegro

Simon Keefe ha recollit comentaris sobre l'escriptura de les seccions del vent-fusta que són contemporanis a Mozart, on es mostra un altre cop en caràcter "novament intricat i sofisticat" comparat amb els anteriors concerts per a piano de Mozart. Keefe ha analitzat així mateix el caràcter del diàleg entre el solista i l'orquestra en el primer moviment del concert. Elaine Sisman creu que Mozart va modelar el moviment lent com un moviment d'estructures en variacions sobre un tema inspirat en la Simfonia núm. 75 de Joseph Haydn. El finale segueix la forma ABACABA.